# Dalków (gromada)
Dalków – dawna gromada, czyli najmniejsza jednostka podziału terytorialnego Polskiej Rzeczypospolitej Ludowej w latach 1954–1972.
Gromady, z gromadzkimi radami narodowymi (GRN) jako organami władzy najniższego stopnia na wsi, funkcjonowały od reformy reorganizującej administrację wiejską przeprowadzonej jesienią 1954 do momentu ich zniesienia z dniem 1 stycznia 1973, tym samym wypierając organizację gminną w latach 1954–1972.
Gromadę Dalków siedzibą GRN w Dalkowie utworzono – jako jedną z 8759 gromad na obszarze Polski – w powiecie łódzkim w woj. łódzkim, na mocy uchwały nr 34/54 WRN w Łodzi z dnia 4 października 1954. W skład jednostki weszły obszary dotychczasowych gromad Dalków, Wola Kutowa i Kotliny ze zniesionej gminy Brójce oraz osada włościańska i osada młyńska Ruta Żeromińska z dotychczasowej gromady Żeromin ze zniesionej gminy Kruszów w tymże powiecie. Dla gromady ustalono 13 członków gromadzkiej rady narodowej.
29 lutego 1956 z gromady Dalków wyłączono wieś Kotliny włączając ją do gromady Kurowice w tymże powiecie.
Gromadę zniesiono 1 stycznia 1958, a jej obszar włączono do gromad: Brójce (wieś Wola Kutowa i osada młyńska Cieplucha), Czarnocin (osada młyńska Ruta Żeromińska i osada włościańska Ruta Żeromińska) i Kurowice (wieś Dalków).